# Стара Толковка (Ковилкінський район)
Стара Толко́вка (рос. Старая Толковка, ерз. Сире Толку) — присілок у складі Ковилкінського району Мордовії, Росія. Входить до складу Рибкинського сільського поселення.
Населення — 29 осіб (2010; 38 у 2002).
Національний склад станом на 2002 рік:
- мордва — 100 %